# Fieliks Fiedotow
Fieliks Nikołajewicz Fiedotow (ros. Фе́ликс Никола́евич Федо́тов, ur. 1929 w Tomsku, zm. 1997) – radziecki dyplomata.

## Życiorys
Członek WKP(b), od 1952 pracował w centralnym aparacie Ministerstwa Spraw Zagranicznych ZSRR, później na placówkach zagranicznych, od 12 grudnia 1972 do 19 grudnia 1978 ambasador nadzwyczajny i pełnomocny ZSRR w Sudanie. Od 19 grudnia 1978 do 3 maja 1982 ambasador nadzwyczajny i pełnomocny ZSRR w Jemenie Południowym, od 12 września 1984 do 23 września 1986 ambasador nadzwyczajny i pełnomocny ZSRR w Syrii, od 24 września 1986 do 11 września 1990 ambasador nadzwyczajny i pełnomocny ZSRR w ZEA, następnie na emeryturze.